# 髙翔
株式会社髙翔（たかしょう、英：TAKASHO CO., LTD）は兵庫県芦屋市業平町3-6に本社を置く注文住宅の建築会社である。

## 概要
髙翔は阪神間を中心に注⽂住宅、分譲住宅、宅地分譲、不動産売買・売買仲介を行っている企業である。
令和元年に創業者の 平髙佑治 から中間秀一へ社長交代となり現在に至る。

## 沿革
- 1989年(平成元年) 08月　創業者の 平髙佑治 が⼤阪にてプライム産業株式会社を設⽴し、売買仲介業を⾏う
- 1990年(平成02年) 12月　株式会社髙翔へ商号変更
- 1991年(平成03年) 01月　神⼾市中央区へ事務所移転
- 1994年(平成06年) 07月　分譲住宅事業開始
- 2002年(平成14年) 11月　芦屋市へ事務所移転
- 2008年(平成20年) 01月　⼀般建設業から特定建設業へ許可変更
- 2019年(令和元年) 07月　代表取締役社長に中間秀一が就任

## 歴代社長
- 初代　平髙佑治
- 二代目　中間秀一

## グループ会社
- 株式会社髙翔バイセル
- 株式会社髙翔トータルサポート